# Shudō
Shudō (jap. 衆道 shudō) – słowo japońskie oznaczające: (1) męski homoseksualizm; (2) miłość homoseksualną w klasie wojowników w okresie Edo (1603–1868) i wcześniej, wynikająca z tradycji praktyki młodego samuraja u starszego i bardziej doświadczonego. Starszy partner w związku określany był terminem nenja (念者), młodszy – wakashu (若衆). 

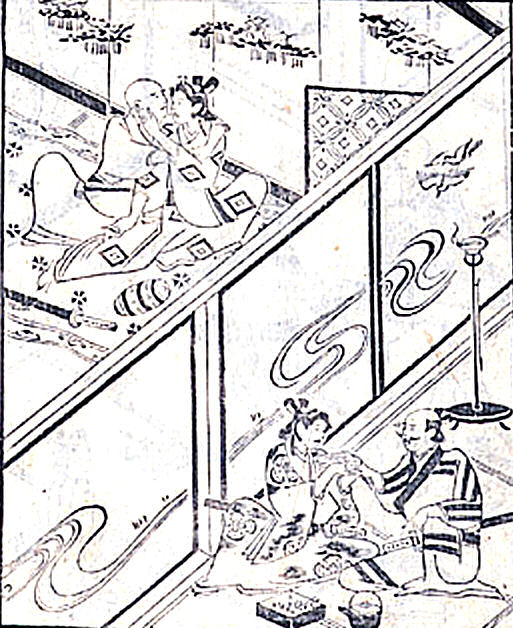
Relacja typu shudō między młodym a starszym samurajem: ilustracja z Opowieści o shudō (衆道物語 Shudō monogatari) (1661).

Słowo wakashu łączy się często ze słowem kabuki w formie wakashu-kabuki. W 1629 roku siogunat rodu Tokugawa, ze względów moralnych, zabronił kobietom występów teatralnych. Aktorki często bowiem były dostępne jako prostytutki. Zastąpili je wówczas młodzi chłopcy (wakashu). Z podobnych powodów ich udział został zakazany w 1652 roku.

## Pochodzenie
Pojęcie shudō pojawiło się w Japonii dopiero w XVII wieku, jednak tradycja relacji homoseksualnych między mistrzami a nowicjuszami (określanymi jako chigo) była dużo starsza. Za prekursora męskiej miłości uważany bywa Kūkai (Kōbō Daishi), założyciel buddyjskiej sekty shingon (zwanej "sektą prawdziwego słowa"). Góra Kōya, gdzie wciąż znajduje się siedziba sekty, była utożsamiana z męską miłością aż do schyłku czasów przednowożytnych.
Pomimo przypisywania upowszechnienia męskiej miłości Kūkaiowi, nawiązania do niej można znaleźć już w najstarszych zachowanych japońskich tekstach, pochodzących z VIII wieku: Kojiki (古事記) i Nihon shoki (日本書紀).

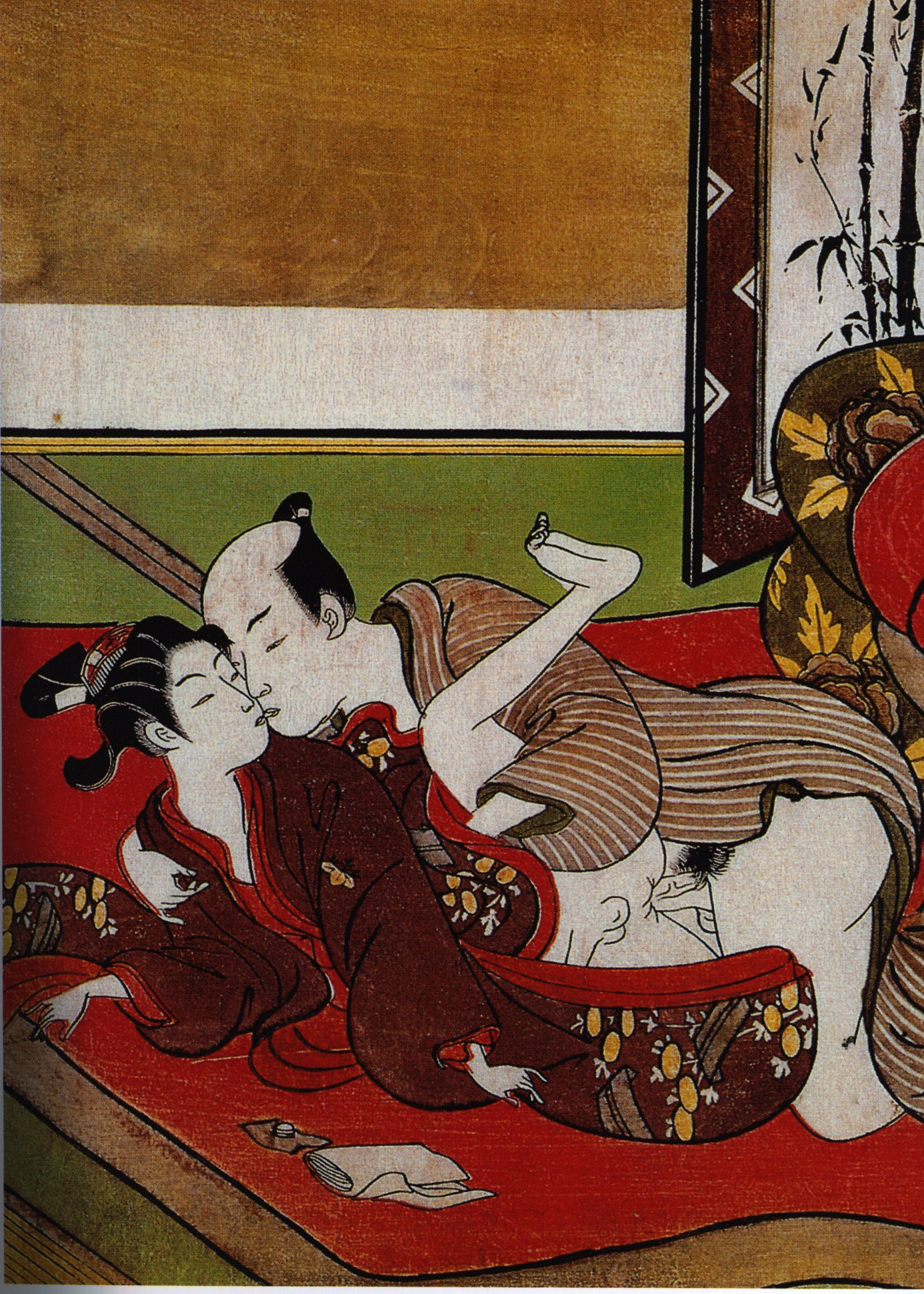
Harunobu Suzuki (ur. ok. 1725 - zm. 1770), Schadzka mężczyzny i młodzieńca (prawdopodobnie aktora kabuki)

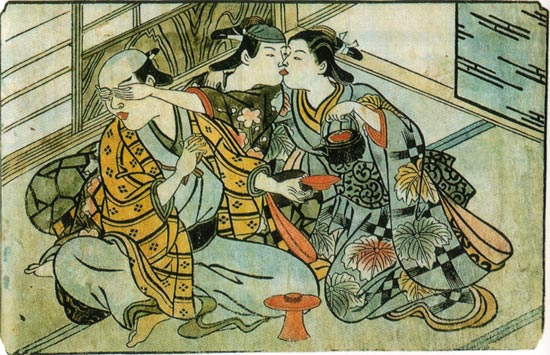
Sukenobu Nishikawa (1671-1750), Mężczyzna ze swym młodym, męskim kochankiem, który skrada pocałunek prostytutce